# Liponeura bezzii
Liponeura bezzii is een muggensoort uit de familie van de Blephariceridae. De wetenschappelijke naam van de soort is voor het eerst geldig gepubliceerd in 1925 door Bischoff.